# Jurassic Park: Rampage Edition
Jurassic Park: Rampage Edition è un videogioco per Sega Mega Drive del 1994, pubblicato da SEGA e sviluppato da BlueSky Software, sequel di Jurassic Park, pubblicato l'anno prima sempre su Mega Drive.

## Modalità di gioco
Il gameplay è praticamente invariato rispetto al prequel: il gioco è sempre diviso in sei livelli, e di nuovo Alan Grant e un Velociraptor sono personaggi giocabili. Dopo tre vite si ricomincia all'inizio del livello. È possibile inoltre ripartire dall'ultimo checkpoint raggiunto grazie a delle password.
Tuttavia, a differenza del prequel, il gameplay non è lineare: infatti i primi tre livelli sono liberamente selezionabili, e possono essere completati in qualsiasi ordine; gli ultimi tre verranno sbloccati una volta completati.